# Nuestra Señora de los Dolores (La Predilecta)
Nuestra Señora de los Dolores es una imagen de la Virgen María que se venera en la Parroquia Matriz de Nuestra Señora de la Concepción de la ciudad de San Cristóbal de La Laguna (Tenerife, España). La imagen es obra del escultor José Luján Pérez quién la conocía por el sobrenombre de "La Predilecta" debido a que era su dolorosa preferida.

## Reseña histórica
La imagen de la Virgen es de candelero, que eleva su mirada hacia el cielo, expresando esa unión entre el cielo y la tierra. Con sus brazos extendidos suplicando misericordia. En Canarias hay varias dolorosas que siguen un estilo similar, entre las más conocidas se encuentra la llamada Dolorosa del "Miércoles", que se encuentra en la Iglesia de Santo Domingo en Las Palmas de Gran Canaria.
La Predilecta fue donada a la Hermandad Sacramental de la Concepción en los primeros años del siglo XIX por Felipe Carvallo y Almeida. La obra destaca por su patetismo y la intensa expresividad de su mirada, muy similar en su factura es el Señor del Huerto obra del mismo autor que se conserva en el Convento de Santa Clara de La Laguna, aunque esta última de menor tamaño. La imagen de La Predilecta pertenece a la Cofradía del Santísimo Cristo del Rescate y Nuestra Señora de los Dolores.
Según las últimas investigaciones realizadas por el historiador del arte orotavense Juan Alejandro Lorenzo Lima, todo apunta que posiblemente esta imagen conocida como La Predilecta fue un encargo realizado al escultor de Gran Canaria por Carvalho Almeida, y que algunos relatos del siglo XIX y las posteriores biografías del imaginero han exagerado mucho en la relación que Luján mantuvo con este comerciante portugués. Lorenzo Lima apunta que el hecho de que fuera su supuesta obra preferida, y otros hechos no documentados y difundidos por la tradición popular, le ha permitido obtener a la escultura el tan estimado sobrenombre de Predilecta, aunque es probable que esa denominación obedezca a otras razones, y no necesariamente a un especial interés del artista por la pieza.

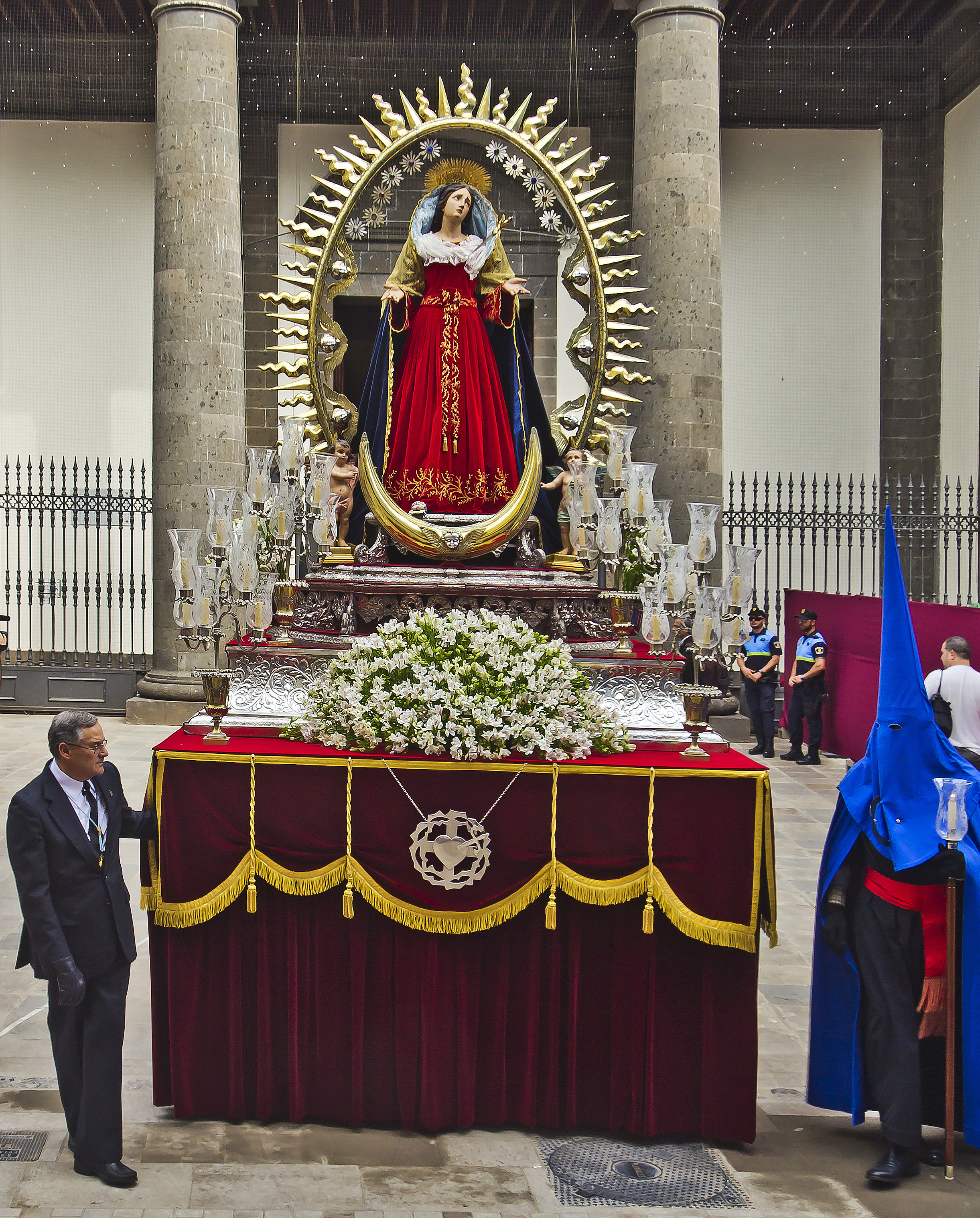
Procesión de la Virgen saliendo de la Catedral de San Cristóbal de La Laguna durante la Procesión Magna del Viernes Santo de 2014.

Para otros historiadores sin embargo (entre ellos el cronista oficial de la ciudad de La Laguna, Eliseo Izquierdo Pérez), esta Dolorosa fue efectivamente la favorita de su autor, tal y como acredita su tradición. Pérez aporta además el dato de que Luján además de llamar a la imagen "La Predilecta", también la llamaba "La niña de sus ojos".
A pesar de todo, sus grandes cualidades técnicas y otras razones estilísticas convierten a La Predilecta en una pieza singular.

## Salidas procesionales
La imagen de La Predilecta procesiona por las calles de la ciudad de La Laguna los días: Domingo de Pasión, Viernes de Dolores, Martes Santo y en la Procesión Magna del Viernes Santo.